# あさひ7オユキ
あさひ7おゆき（あさひな なおゆき、本名・旧芸名：朝比奈 尚行、1948年〈昭和23年〉8月9日 - ）は、日本の俳優、放送作家。神奈川県出身。ノックアウト所属。本名名義で作曲や脚本、美術、演出も手がけている。

## 略歴
- 桐朋学園演劇科卒業。主に舞台を中心に出演し、1985年には劇団「時々自動」を立ち上げる。

## 役者としての活動

### テレビドラマ
- マイホーム'70!（1970年、TBS）
- プレイガール 第62話「老人と女のポルカ」（1970年、東京12チャンネル）
- ザ・ガードマン 第331話「ドッキリ喜劇ヌード売ります!」（1971年、TBS）
- たんとんとん （1971年、TBS）
- シルバー仮面 第7話「青春の輝き」（1972年、TBS） - キマイラ星人・人間態
- キイハンター 第203話「突撃! ニッポン・どぶねずみ強盗団」（1972年、TBS） - ヌケ作
- 大都会 PARTIII 第44話「テロルの仮面」（1979年、日本テレビ）
- 噂の刑事トミーとマツ 第11話「トミー変身の秘密 PART-I」(1979年、TBS / 大映テレビ) - 吉本の手下
- 警視-K 第8話（1980年、日本テレビ）- 被害者の同級生・河野（コウノ）
- 走れ!熱血刑事 第25話「夢のアメリカ西海岸」（1981年、テレビ朝日）
- 秘密のデカちゃん 第12話「憧れの新婚旅行 そうは問屋が…!」（1981年、TBS / 大映テレビ） - 三井
- ロボット8ちゃん（1981年 - 1982年、フジテレビ） - 春野大海
- バッテンロボ丸（1982年 - 1983年、フジテレビ） - 海野大助　※49話は監督兼務
- あいつと俺 第10話「霧の街の少女 -湯布院-」（1984年、テレビ東京） ※1980年製作
- ペットントン 第44話「ナイターか!?正義の味方か」（1984年、フジテレビ） - 正義の味方 山田
- じゃあまん探偵団 魔隣組（1988年、フジテレビ） - 篠塚先生、ナレーション

### テレビ番組
- たのしいきょうしつ（1977年 - 1978年、NHK教育） - 歌のお兄さん

### ラジオドラマ
- 鉄の伝説（1973年、NHK） - 月光仮面
- 深夜版ラジオマンガ(TBSラジオ)

### 映画
- 喜劇 頑張れ!日本男児（1970年） - 学生
- 赤頭巾ちゃん気をつけて（1970年） - ヒッピー髭の男
- 喜劇 男売ります（1970年） - ゴン
- 新座頭市物語 笠間の血祭り（1973年） - ヒデ
- 夕映えに明日は消えた（1973年製作） - 百姓・岩松
- 沖田総司（1974年） - 井上源三郎
- 陽のあたる坂道（1975年） - 上島健伍

## 主な脚本

### テレビ
- NHK「スーパーパパ」
- TBS「チビ泥棒」
- NHK「おーい!はに丸」
- NHK「ピコピコポン」
- NHK「ともだちいっぱい」（つくってあそぼ）

### その他
- 人形芝居ゲゲゲの鬼太郎（音楽も担当）